# Obwód iwanofrankiwski
Obwód iwanofrankiwski (daw. obwód iwanofrankowski; ukr. Івано-Франківська область) – jeden z 24 obwodów Ukrainy. Leży w zachodniej części Ukrainy. Stolicą obwodu jest Iwano-Frankiwsk (hist. Stanisławów).
Obwód iwanofrankiwski graniczy z obwodami: zakarpackim na południowym zachodzie, lwowskim na północnym zachodzie, tarnopolskim na północnym wschodzie, czerniowieckim na południowym wschodzie. Na południu na odcinku 50 km graniczy z Rumunią.

## Historia
Obwód stanisławowski został utworzony 4 grudnia 1939 r. dekretem Prezydium Rady Najwyższej ZSRR z części terytorium II Rzeczypospolitej okupowanego przez Armię Czerwoną w trakcie agresji ZSRR na Polskę i anektowanego następnie przez ZSRR. Po zmianie w 1962 roku nazwy miasta ze Станиславов/Станіславів (Stanisławów) na Ивано-Франковск/Івано-Франківськ (Iwano-Frankowsk) nazwa obwodu została zmieniona na obwód iwanofrankowski (ówcześnie stosowany w języku polskim zapis pochodzący od nazwy rosyjskiej; obecnie stosowany jest zapis pochodzący od nazwy ukraińskiej: obwód iwanofrankiwski).

## Podział administracyjny
Do 17 lipca 2020 roku obwód iwanofrankiwski dzielił się na 14 rejonów: bohorodczański, doliński, halicki, horodeński, kałuski, kołomyjski, kosowski, nadwórniański, rohatyński, rożniatowski, śniatyński, tłumacki, tyśmienicki, wierchowiński oraz 6 miast wydzielonych: Bolechów, Bursztyn, Iwano-Frankiwsk, Kałusz, Kołomyja, Jaremcze.
W wyniku reformy podziału administracyjnego zmniejszono z 490 do 136 liczbę rejonów na Ukrainie. Od 17 lipca 2020 roku obwód iwanofrankiwski dzieli się na 6 rejonów:
- rejon iwanofrankiwski
- rejon kałuski
- rejon kołomyjski
- rejon kosowski
- rejon nadwórniański
- rejon wierchowiński

## Największe miasta
| Miasto          | ukraińska nazwa  | Zaludnienie 5 grudnia 2001 |
| --------------- | ---------------- | -------------------------- |
| Iwano-Frankiwsk | Івано-Франківськ | 218 359                    |
| Kałusz          | Калуш            | 67 902                     |
| Kołomyja        | Коломия          | 61 989                     |
| Nadwórna        | Надвірна         | 20 932                     |
| Dolina          | Долина           | 20 906                     |
| Bursztyn        | Бурштин          | 15 298                     |
| Bolechów        | Болехів          | 10 633                     |
| Śniatyn         | Снятин           | 10 479                     |
| Horodenka       | Городенка        | 9794                       |
| Tyśmienica      | Тисмениця        | 9790                       |
| Tłumacz         | Тлумач           | 8831                       |
| Rohatyn         | Рогатин          | 8607                       |
| Kosów           | Косів            | 8301                       |

## Zabytki
- Pozostałości zamków, m.in. zamku starostów halickich w Haliczu, zamku Jabłonowskich w Mariampolu i zamku Czartoryskich w Czernelicy
- Pałac w Psarach
- Pozostałości zespołu pałacowego Potockich w Iwano-Frankiwsku
- Polskie kościoły, m.in. kościół św. Mikołaja w Rohatynie, kościół Matki Bożej Szkaplerznej w Śniatynie, kościół i klasztor teatynów w Horodence, kościół Wniebowzięcia Najświętszej Marii Panny w Kołomyi, kościół Trójcy Świętej w Bursztynie, kolegiata w Iwano-Frankiwsku, kościół jezuitów w Iwano-Frankiwsku (obecnie katedra greckokatolicka)
- Kościoły obrządku ormiańskiego z XVIII wieku w Iwano-Frankiwsku, Horodence, Śniatynie i Kutach
- Ratusze, m.in. w Kołomyi, Iwano-Frankiwsku, Śniatynie, Bolechowie i Kutach
- Stanisławowski Urząd Wojewódzki
- Gimnazjum im. Króla Kazimierza Jagiellończyka w Kołomyi

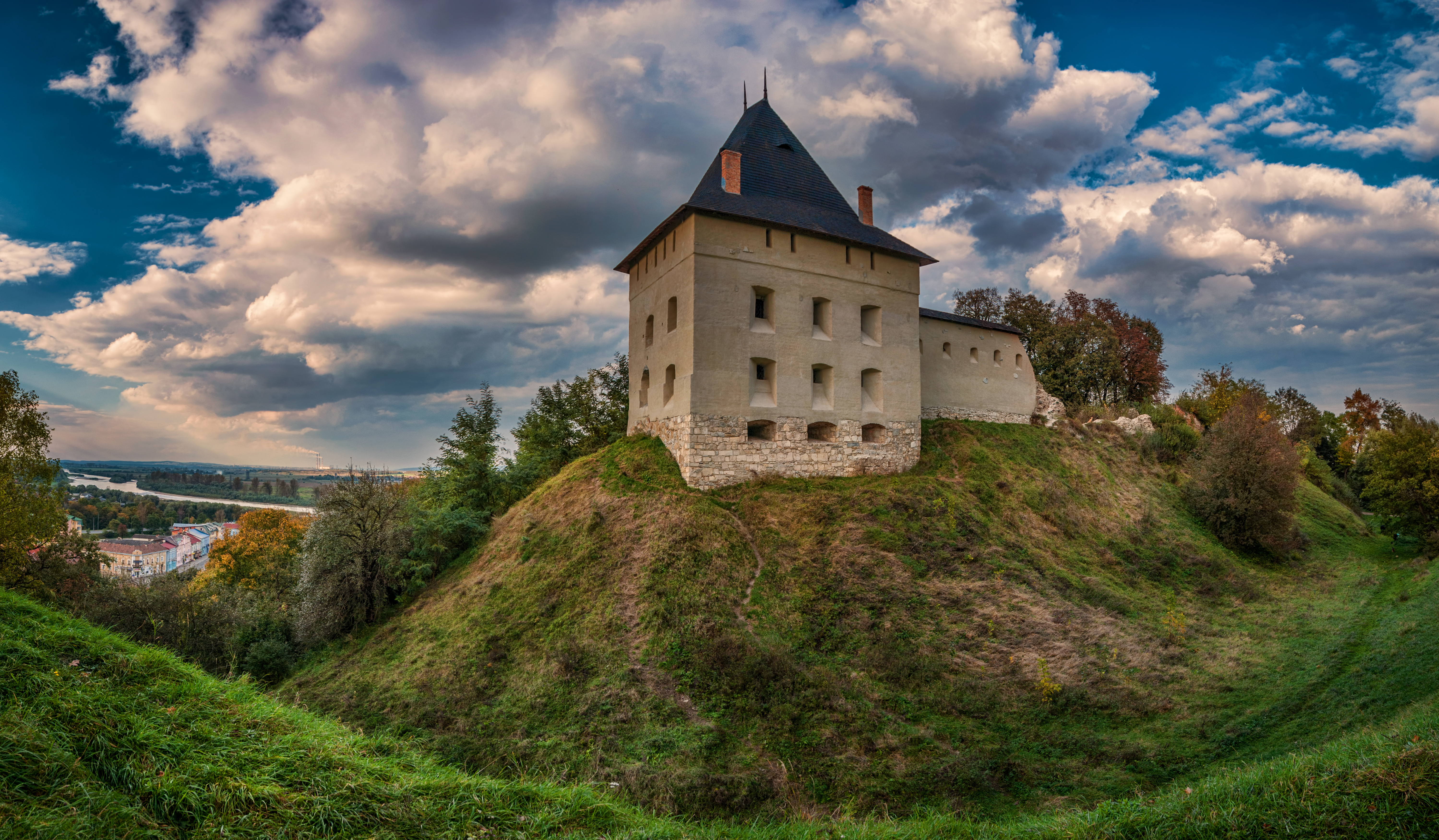
Zamek w Haliczu
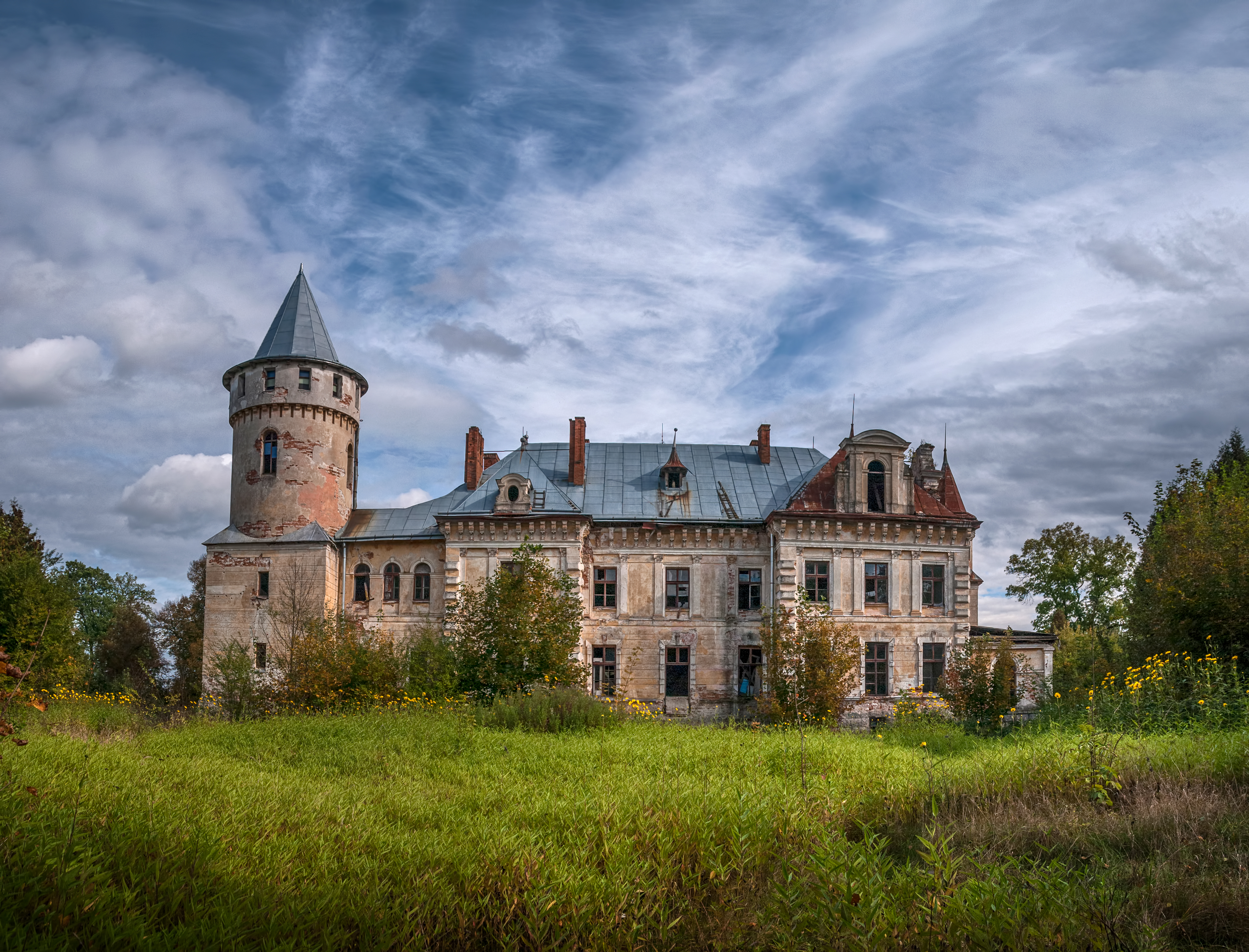
Pałac w Psarach
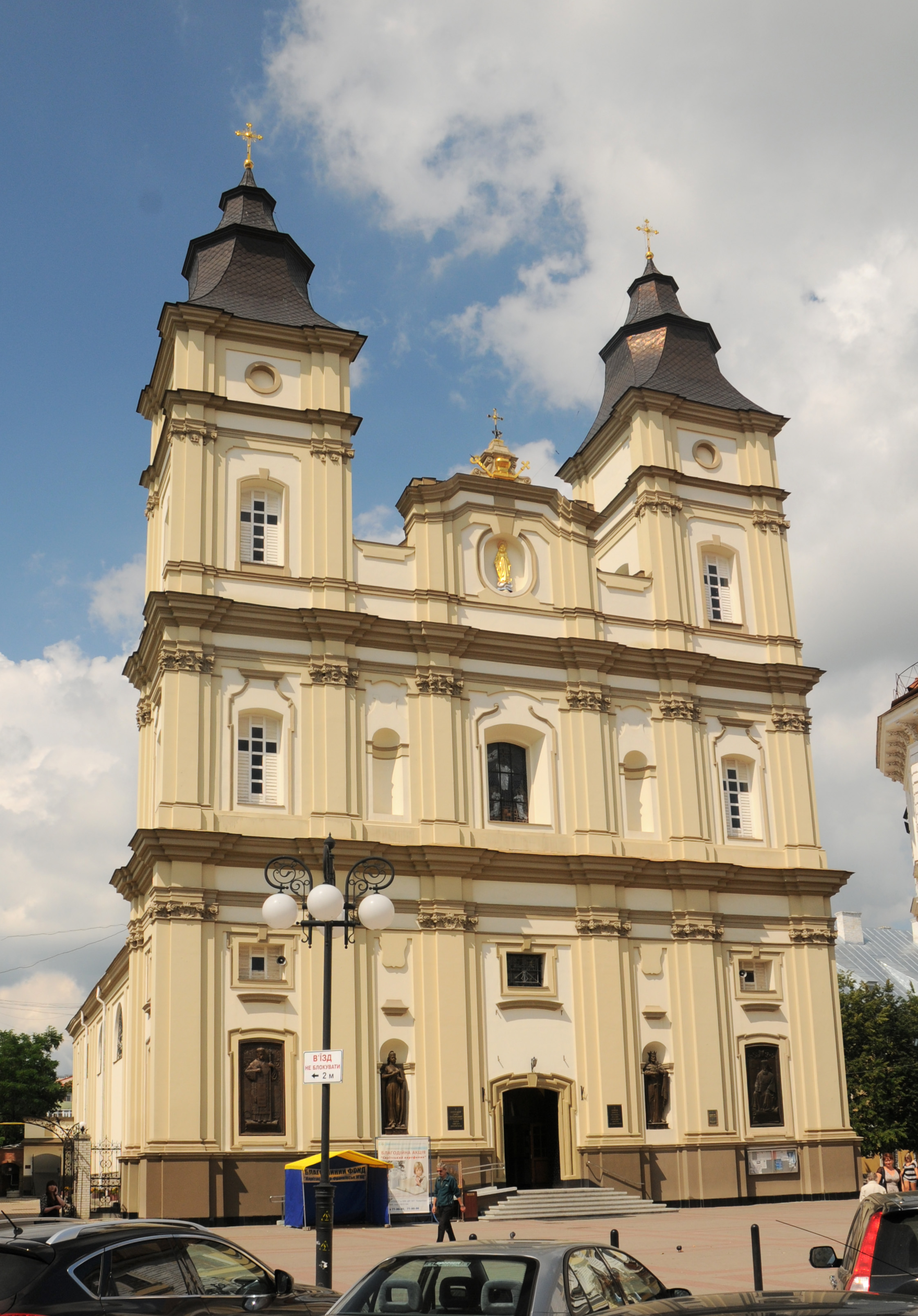
Kościół jezuitów w Iwano-Frankiwsku
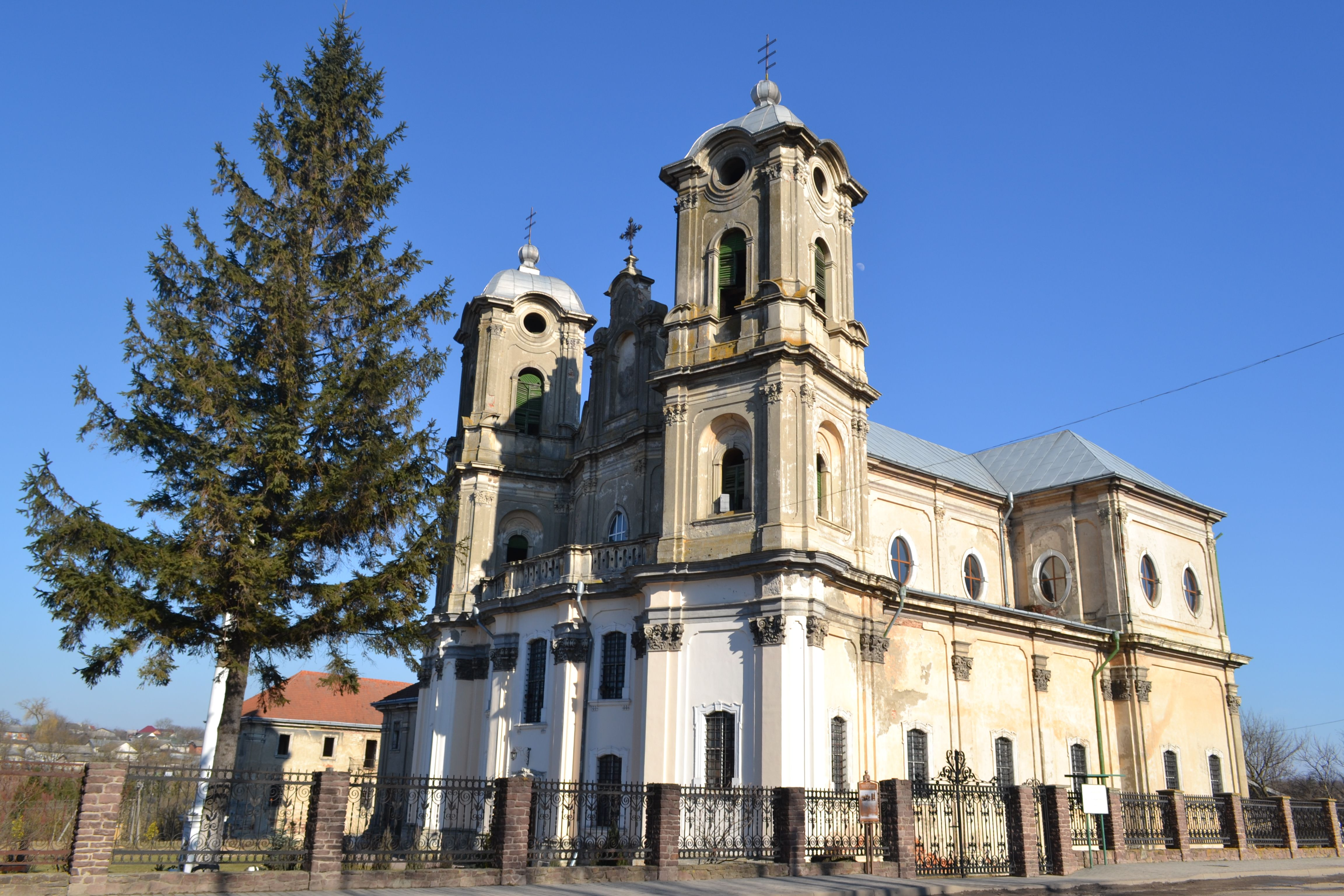
Kościół i klasztor teatynów w Horodence
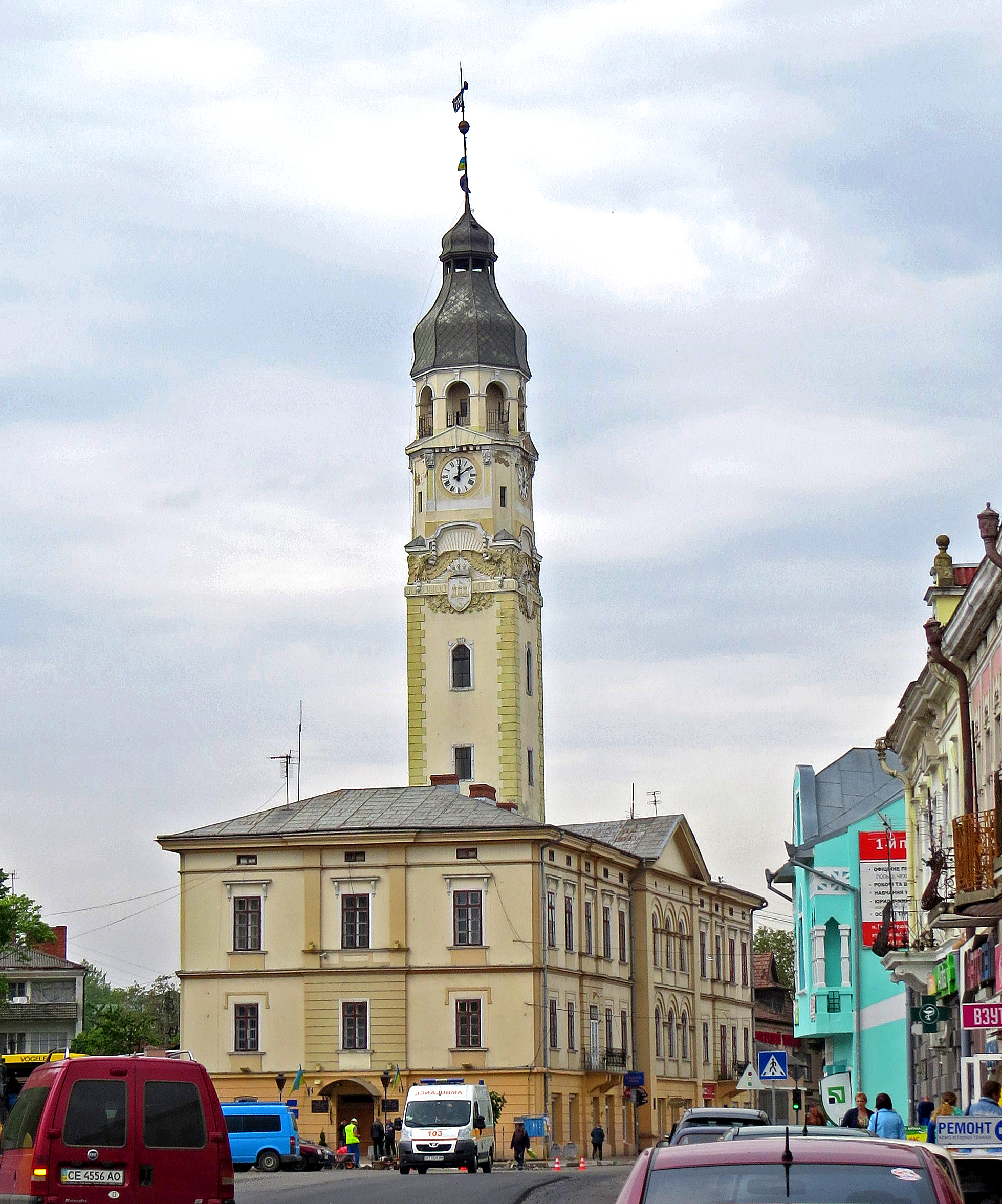
Ratusz w Śniatynie
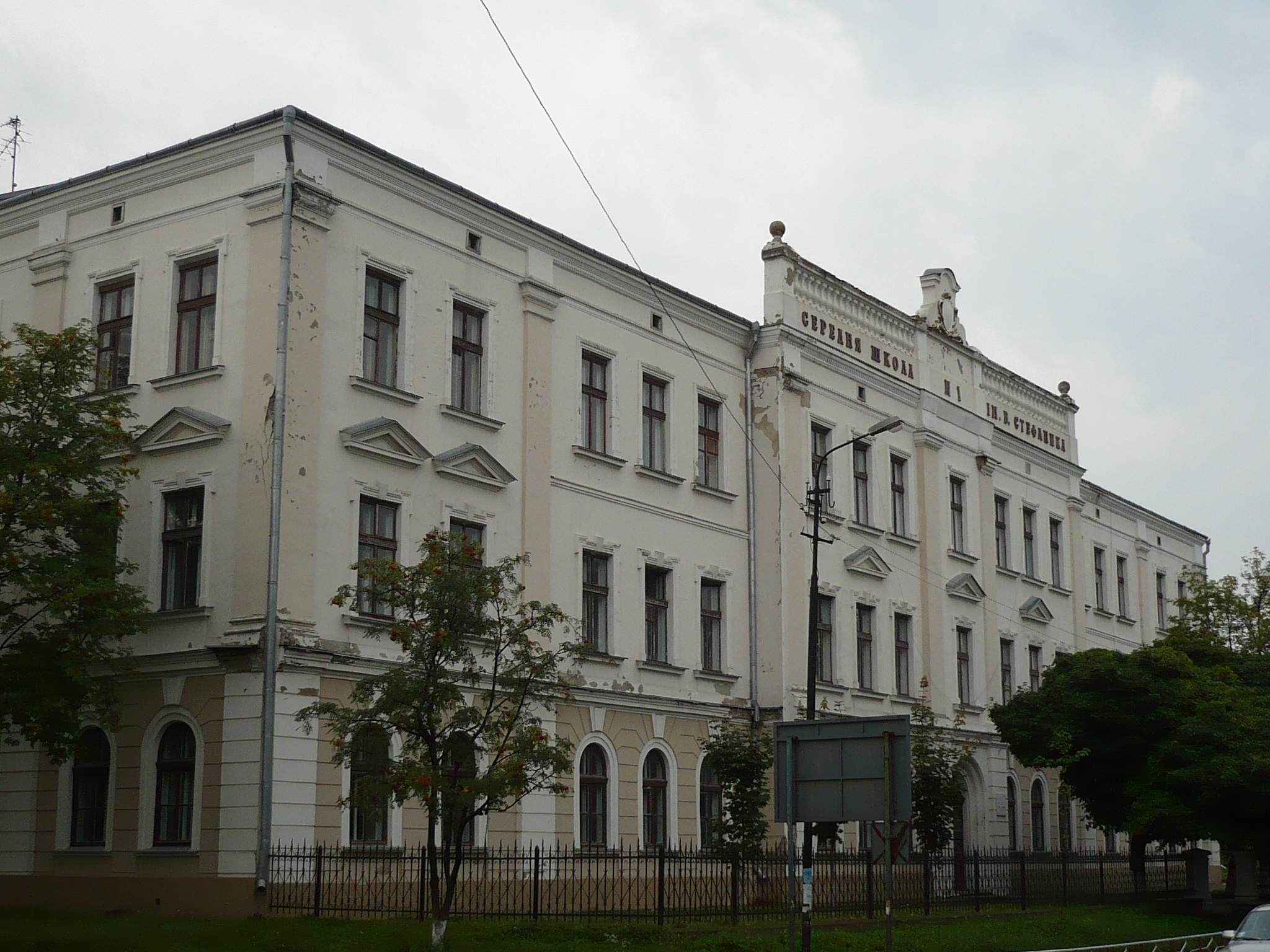
Gimnazjum im. Króla Kazimierza Jagiellończyka w Kołomyi